# Малашевски гробища
Малашевските гробища (официално Гробищен парк „Малашевци“) са гробище в София, столицата на България.
Разположени са в северната част на район „Подуяне“, недалеч от присъединеното към града село Малашевци. В сегашния си вид гробищата започват да функционират от 1965 година, като към 2023 година са третото по големина гробище на града след Централните софийски гробища и Гробищен парк „Бакърена фабрика“. Заема площ от 56 хектара с около 60 хиляди гробни места.